# Río Milwaukee

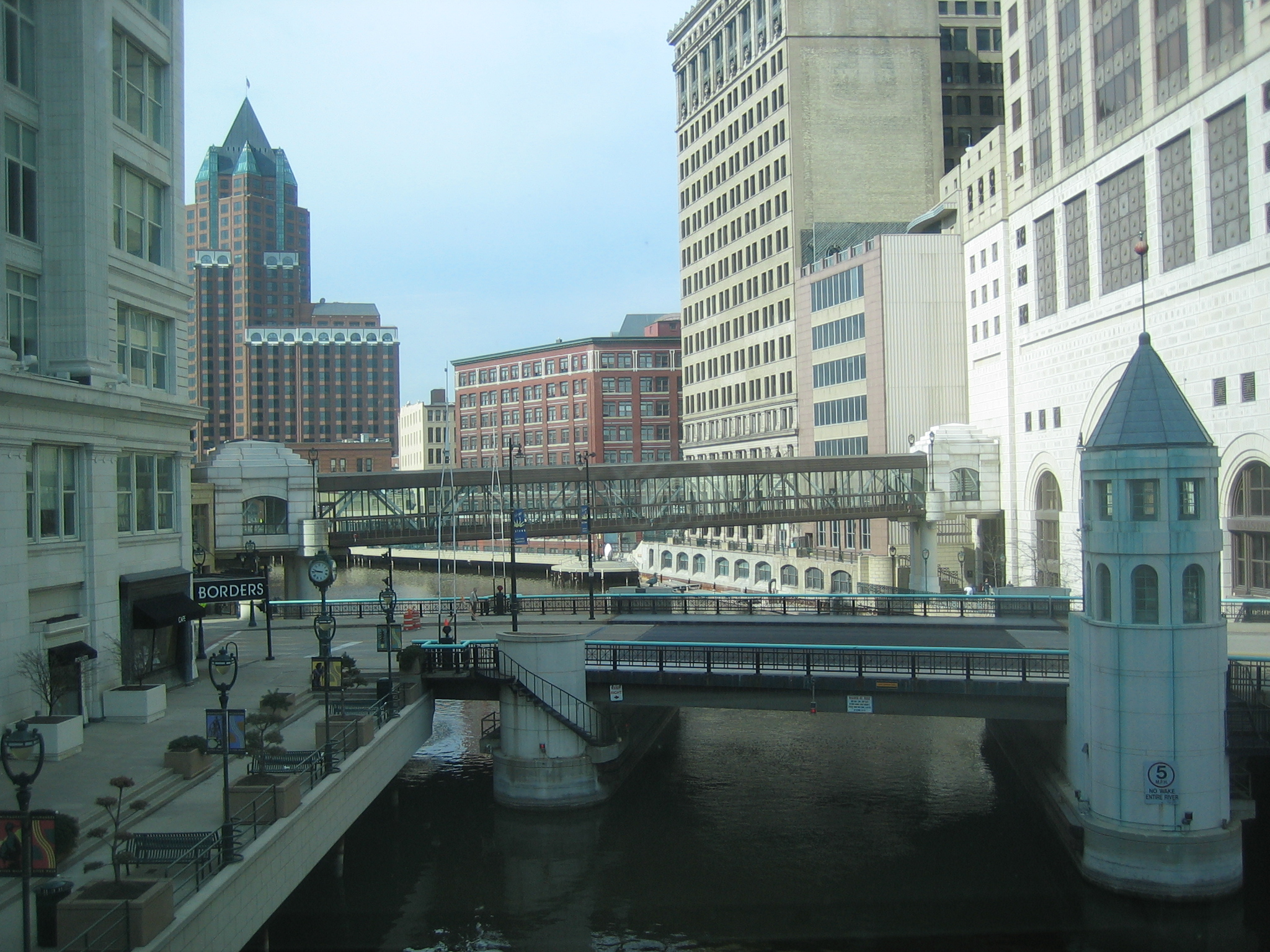
El río a su paso por la ciudad de Milwaukee (Wisconsin Avenue).

El río Milwaukee (en inglés, Milwaukee River)es un corto río que fluye por el estado de Wisconsin, en los Estados Unidos, con una longitud de 121 kilómetros.

## Geografía

### Descripción del curso
El río Milwaukee nace en el condado de Fond du Lac, en el estado de Wisconsin desde donde fluye hacia el Sur. Tras atravesar la localidad de Grafton discurre hasta la ciudad de Milwaukee, donde desemboca en el lago Míchigan. Sus principales afluentes son el arroyo Cedar y el río Menomonee y el río Kinnickinnic.

### Cuenca
El río Milwaukee drena una cuenca de 2.280 km² de superficie, localizada en la parte sur oriental del estado de Wisconsin, y que ocupa parte de los condados de Dodge, Fond du Lac, Milwaukee, Ozaukee, Sheboygan, Washington y Waukesha.
Desde un punto de vista hidrológico cabe afirmar que la cuenca del río Milwaukee forma parte de la subcuenca del lago Míchigan, que a su vez forma parte de la cuenca del río San Lorenzo, que nace en los Grandes Lagos.

## Historia
La zona de influencia del río Milwaukee fue poblada por los nativos americanos antes del establecimiento de los europeos. Los primeros exploradores fueron los franceses Jacques Marquette y Louis Jolliet, quienes lo navegaron partiendo del lago Míchigan en su búsqueda del río Fox y del Misisipi.
A principios del siglo XIX se formaron tres ciudades a orillas de los ríos Milwaukee y Kinnickinnic: Juneautown, fundada por Solomon Juneau, Walker's Point, fundada por George H. Walker y Kilbourntown, fundada por Byron Kilbourn. La disputa sobre la construcción de un Puente sobre el río Milwaukee para la conexión entre Juneautown y Kilbourntown, a la postre y tras la denominada Guerra del Puente en 1840, dio como resultado la unión de las tres ciudades y la formación de la actual ciudad de Milwaukee en 1846.

## Anexo: Puentes sobre el río
El río Milwaukee tiene numerosos puentes móviles que lo cruzan, destinados tanto al paso de peatones como al tráfico rodado. Estos puentes son de diversos tipos, incluidos los basculantes y los de elevación vertical. También hay algunos puentes fijos así como puentes destinados únicamente al paso de peatones o a ferrocarriles.
La siguiente es una lista parcial de los puentes que atraviesan este río:
- Brown Deer Road Bridge
- Range Line Road Bridge
- Good Hope Road Bridge
- Green Tree Road Bridge
- Bender Road Bridge
- Silver Spring Drive Bridge
- Hampton Avenue Bridge
- I-43 Bridge
- Port Washington Road Bridge
- Capitol Drive Bridge
- Locust Street Bridge
- North Avenue Bridge

- North-Humboldt Pedestrian Bridge
- Humboldt Street Bridge
- Holton Street Viaduct (1926)
- Pleasant Street Bridge
- Cherry Street Bridge
- McKinley Avenue Bridge
- Juneau Avenue Bridge
- Highland Avenue Pedestrian Bridge
- State Street Bridge
- Kilbourn Avenue Bridge
- Wells Street Bridge

- Wisconsin Avenue Bridge
- Michigan Street Bridge
- Clybourn Street Bridge
- I-794 Bridge
- Saint Paul Avenue Bridge
- Water Street Bridge
- Broadway Street Bridge
- Hoan Bridge

También hay algunos puentes de ferrocarril pertenecientes a la Union Pacific (antiguo ferrocarril de Chicago y el Noroeste) que cruzan el río Milwaukee, entre los que se incluyen:
- North of Bender Road
- South of Silver Spring Drive
- Railroad Swing Bridge (1915)

- Datos: Q474242
- Multimedia: Milwaukee River / Q474242